# Nagroda Literacka m.st. Warszawy
Nagroda Literacka m.st. Warszawy – nagroda literacka, po raz pierwszy przyznana w 1926 roku, reaktywowana w 2008 roku.

## Historia
Pierwszym laureatem nagrody został Władysław Mickiewicz, publicysta, tłumacz i wydawca, najstarszy syn Adama Mickiewicza. Przyznawana regularnie co roku nagroda cieszyła się dużym prestiżem, rosnącym z latami dzięki pozycji, jaką w literaturze zajmowali jej kolejni laureaci. Byli to między innymi: Wacław Sieroszewski, Kazimierz Przerwa-Tetmajer, Wacław Berent, Tadeusz Boy-Żeleński, Pola Gojawiczyńska, Roman Kołoniecki, Maria Kuncewiczowa oraz Leopold Staff, ostatni laureat przed wojną (1938).
Po wojnie warszawska nagroda literacka przyznawana była pisarzom i publicystom nieregularnie i pod różnymi nazwami. Pierwszym laureatem został w 1948 roku Kazimierz Brandys, ostatnimi zaś Miron Białoszewski i Jerzy Waldorff (w roku 1980). Wyróżniono także między innymi Władysława Broniewskiego, Stefana Wiecheckiego, Hannę Januszewską, Juliusza Wiktora Gomulickiego, Ernesta Brylla i Jerzego Stefana Stawińskiego.

## Reaktywacja
28 sierpnia 2008 roku Rada Miasta Stołecznego Warszawy przyjęła uchwałę ponownie ustanawiającą Nagrodę Literacką m. st. Warszawy. Zgodnie z jej regulaminem powołano jury w składzie: prof. Andrzej Z. Makowiecki oraz Tomasz Burek, Tadeusz Górny (sekretarz), Grzegorz Leszczyński, Andrzej S. Kowalczyk, Marek Wawrzkiewicz i Tomasz Wroczyński. Kadencja jury trwa trzy lata.
Od roku 2015 jury obradowało w składzie: Janusz Drzewucki (przewodniczący), Grażyna Borkowska, Anna Maria Czernow, Karolina Głowacka (sekretarz), Anna Romaniuk, Krzysztof Masłoń, Rafał Skąpski. W latach 2015–2017 członkinią jury była Joanna Kulmowa, zaś w latach 2018–2022 Eliza Kącka.
Od 2022 r. skład jury przedstawia się następująco: Justyna Sobolewska (przewodnicząca), Maciej Jakubowiak (sekretarz), Jarosław Klejnocki, Anna Kramek-Klicka, Piotr Sadzik, Agnieszka Sowińska, Karolina Szymaniak.
Inicjatorami powrotu do dobrej tradycji byli m.in. Rafał Skąpski, prezes Polskiego Towarzystwa Wydawców Książek, Włodzimierz Paszyński, zastępca prezydenta m. st. Warszawy, a także Ewa Malinowska-Grupińska, wydawca, przewodnicząca Rady Miasta.
Nagroda przyznawana jest w sześciu kategoriach: 
- warszawski twórca – 100 tys. zł,
- proza – 30 tys. zł,
- poezja – 30 tys. zł,
- książka o tematyce warszawskiej – 30 tys. zł.,
- komiks i powieść graficzna – 30 tys. zł,
- literatura dziecięca – 30 tys. zł.

Osoby nominowane otrzymują po 10 tys. zł.
Dyplomy otrzymują także wydawcy nagrodzonych książek.

### Laureaci roku 2008
14 listopada 2008 roku, w Salach Redutowych Opery Narodowej w Warszawie, prezydent m.st. Warszawy Hanna Gronkiewicz-Waltz, w obecności przewodniczącej Rady Miasta, Ewy Malinowskiej–Grupińskiej wręczyła pamiątkowe medale i nagrody pieniężne laureatom pierwszej po latach przerwy edycji nagrody. Decyzją jury, w regulaminowych kategoriach: „Warszawski twórca”, „Literatura piękna”, „Literatura dla dzieci i młodzieży” oraz „Edycja warszawska” zostali nimi: 
- Tadeusz Konwicki – nagroda główna, „za wszystko co stworzył o Warszawie, dla Warszawy i w Warszawie”
- Julia Hartwig – za tom Poezje wybrane. Selected Poems, Wydawnictwo Literackie 2008
- Joanna Kulmowa – za tom Kulmowa dzieciom, Poznańska Oficyna Wydawnicza G&P 2007
- Tomasz Pawłowski i Jarosław Zieliński – za książkę Żoliborz. Przewodnik historyczny, wydaną z inicjatywy Rady Dzielnicy Żoliborz m.st. Warszawy przez Wydawnictwo Rosner i Wspólnicy

### Laureaci roku 2009
Wręczenie nagród odbyło się 24 września 2009 roku w Galerii Skwer. Nagrody, które wręczyła prezydent m. st. Warszawy Hanna Gronkiewicz-Waltz, otrzymali:
- Józef Hen – nagroda główna w kategorii „Warszawski twórca”
- Anna Piwkowska – za tomik Farbiarka (Wydawnictwo Znak) – w kategorii „Literatura piękna dla dorosłych”
- Maciej Wojtyszko – za utwór Bromby i Fikandra wieczór autorski (Ezop) – w kategorii „Literatura dla dzieci i młodzieży”
- Marek Kwiatkowski – za książkę Gawędy warszawskie (PIW) w kategorii „Edycja o tematyce warszawskiej”

### Laureaci roku 2010
- Marek Nowakowski – nagroda główna w kategorii „Warszawski twórca”
- Ryszard Przybylski – za Cień jaskółki. Esej o myślach Chopina (Wydawnictwo Znak) – w kategorii „Literatura piękna”
- Paweł Beręsewicz – za Warszawa. Spacery z Ciumkami (Skrzat) – w kategorii „Literatura dla dzieci i młodzieży”
- Stanisław Milewski – za Codzienności niegdysiejszej Warszawy (Iskry) – w kategorii „Edycja o tematyce warszawskiej”

### Laureaci roku 2011
- Janusz Głowacki – nagroda główna w kategorii „Warszawski twórca”
- Eustachy Rylski – za książkę Na grobli (Świat Książki) – w kategorii „Literatura piękna – proza”
- Jarosław Mikołajewski – za tom Zbite szklanki (Wydawnictwo Literackie) – w kategorii „Literatura piękna – poezja”
- Joanna Papuzińska – za książkę Asiunia (wyd. Literatura i Muzeum Powstania Warszawskiego; ilustracje: Maciej Szymanowicz) – w kategorii „Literatura dziecięca”
- Magdalena Stopa, Jan Brykczyński – za książkę Ostańce. Kamienice warszawskie i ich mieszkańcy (Dom Spotkań z Historią) – w kategorii „Edycja warszawska”[5]

### Laureaci roku 2012
Wręczenie nagród odbyło się 22 kwietnia 2012 roku w Teatrze na Woli. Nagrody, za książki wydane w drugiej połowie 2011 r., otrzymali:
- prof. Janusz Tazbir – za książkę Romans literatury i historii – nagroda w kategorii „Warszawski twórca”
- Jarosław Mikołajewski – za książkę Rzymska komedia (Wydawnictwo Agora) – w kategorii „Literatura piękna – proza”
- Jacek Łukasiewicz – za tomik Stojąca na ruinie (Biuro Literackie) – w kategorii „Literatura piękna – poezja”
- Małgorzata Strzałkowska – za książkę Leśne głupki i coś i ilustracje (Bajka) – w kategorii „Książka dla dzieci”
- Ewa Morycińska-Dzius – za książkę Rozsypane fotografie (Świat Książki) – w kategorii „Edycja warszawska”[6]

### Laureaci roku 2013
- Joanna Kulmowa – w kategorii „Warszawski twórca”
- Kazimierz Orłoś – za książkę Dom pod Lutnią – w kategorii „Literatura piękna – proza”
- Krzysztof Karasek – za tom Dziennik rozbitka – w kategorii „Literatura piękna – poezja”
- Dorota Sidor, Aleksandra i Daniel Mizielińscy – za książkę Gdzie jest wydra? – czyli śledztwo w Wilanowie – w kategorii „Literatura dziecięca, tekst i ilustracje”
- Tomasz Mościcki – za książkę Teatry Warszawy 1944–1945 – w kategorii „Edycja warszawska”

### Laureaci roku 2014
- Wiesław Myśliwski – w kategorii „Warszawski twórca”[7]
- Przemysław Wechterowicz – za książkę Proszę mnie przytulić z ilustracjami Emilii Dziubak (wyd. Agencja Edytorska Ezop) – w kategorii „Pisanie dla dzieci”
- Ignacy Karpowicz – za Ości (Wydawnictwo Literackie) – w kategorii „Proza”
- Tadeusz Dąbrowski – za Pomiędzy (Wydawnictwo a5) – w kategorii „Poezja”
- Joanna Rolińska – za zbiór wywiadów Rozmowy o dzieciństwie (wyd. G+J Książki) – w kategorii „Edycja warszawska”

### Laureaci roku 2015
- Jarosław Marek Rymkiewicz (odmówił przyjęcia nagrody) – w kategorii „Warszawski twórca roku”
- Andrzej Stasiuk – kategoria „proza”, za książkę Wschód
- Urszula Kozioł – w kategorii „poezja”, za tom Klangor
- Anna Piwkowska i Emilia Bojańczyk – kategoria „literatura dziecięca”, za książkę Franciszka
- Elżbieta Markowska i Katarzyna Naliwajek-Mazurek – kategoria „edycja warszawska”, za pracę Warszawa 1939–1945. Warszawskie losy muzyków[8]

### Laureaci roku 2016
- Eustachy Rylski – w kategorii „Warszawski twórca”
- Anna Janko – w kategorii „proza” za książkę Mała zagłada
- Piotr Matywiecki – w kategorii „poezja” za tom Którędy na zawsze
- Justyna Bednarek i Daniel de Latour – w kategorii „literatura dziecięca – tekst i ilustracje” za książkę Niesamowite przygody dziesięciu skarpetek (czterech prawych i sześciu lewych)
- Magdalena Kicińska – w kategorii „edycja warszawska” za książkę Pani Stefa[9]

### Laureaci roku 2017
- Hanna Krall – w kategorii „Warszawski twórca”
- Stanisław Aleksander Nowak – w kategorii „proza” za książkę Galicyanie
- Jerzy Kronhold – w kategorii „poezja” za tom Skok w dal
- Marcin Szczygielski i Magdalena Wosik – w kategorii „literatura dziecięca – tekst i ilustracje” za książkę Klątwa dziewiątych urodzin
- Grzegorz Piątek – w kategorii „edycja warszawska” za książkę Sanator. Kariera Stefana Starzyńskiego[10]

### Laureaci roku 2018
- Ernest Bryll – w kategorii „Warszawski twórca”
- Jakub Żulczyk – w kategorii „proza” za książkę Wzgórze psów
- Maria Bigoszewska – w kategorii „poezja” za tom Wołam cię po imieniu
- Magdalena Tulli i Alicja Rosé – w kategorii „literatura dziecięca – tekst i ilustracje” za książkę Ten i tamten las
- Anna Bikont – w kategorii „edycja warszawska” za książkę Sendlerowa. W ukryciu[11]

### Laureaci roku 2019
- Kazimierz Orłoś – w kategorii „Warszawski twórca” za całokształt twórczości
- Wiesław Myśliwski – w kategorii prozatorskiej za powieść Ucho igielne
- Krystyna Dąbrowska – w kategorii poetyckiej za tom Ścieżki dźwiękowe (wyd. Wydawnictwo a5)
- Cezary Harasimowicz – w kategorii „literatura dziecięca” za Mirabelkę (Zielona Sowa)
- Andrzej Żor – w kategorii „edycja warszawska” za książkę Dom. Historia przytułku św. Franciszka Salezego[12]

### Laureaci roku 2020
- Łukasz Orbitowski – w kategorii prozatorskiej za powieść Kult
- Ewa Lipska – w kategorii poetyckiej za tom Miłość w trybie awaryjnym
- Wojciech Mikołuszko i Małgorzata Dmitruk – w kategorii „literatura dziecięca – tekst i ilustracje” za książkę Wojtek
- Arkadiusz Szaraniec – w kategorii „edycja warszawska” za książkę Warszawa dzika
- Piotr Wojciechowski – w kategorii „Warszawski twórca” za całokształt twórczości[13]

### Laureaci roku 2021
- Joanna Rudniańska – w kategorii „Warszawska twórczyni”
- Zyta Rudzka – w kategorii „proza” za książkę Tkanki miękkie
- Radosław Jurczak – w kategorii „poezja” za książkę Zakłady holenderskie
- Aleksandra i Daniel Mizielińscy – w kategorii „literatura dziecięca – tekst i ilustracje” za Którędy do Yellowstone? Dzika podróż po parkach narodowych
- Grzegorz Piątek – w kategorii „Książka o tematyce warszawskiej” za Najlepsze miasto świata. Warszawa w odbudowie 1944–1949[14]

### Laureaci roku 2022
- Piotr Sommer – w kategorii „Warszawski twórca”
- Andrzej Stasiuk – w kategorii prozatorskiej za Przewóz
- Tomasz Bąk – w kategorii poetyckiej za książkę O, tu jestem
- Katarzyna Jackowska-Enemuo (tekst), Marianna Sztyma (ilustracje) – w kategorii „literatura dziecięca – tekst i ilustracje” za książkę Tkaczka chmur
- Błażej Brzostek – w kategorii „Książka o tematyce warszawskiej” za książkę Wstecz. Historia Warszawy do początku
- Wanda Hagedorn (tekst), Ola Szmida (ilustracje) – w kategorii „komiks i powieść graficzna” za książkę Twarz, brzuch, głowa[15]

### Laureaci roku 2023
- Paweł Dunin-Wąsowicz – w kategorii „Warszawski twórca”
- Zyta Rudzka – w kategorii prozatorskiej za Ten się śmieje, kto ma zęby
- Kamila Janiak – w kategorii poetyckiej za książkę miłość
- Anna Taraska (tekst), Dominika Czerniak-Chojnacka (ilustracje) – w kategorii „literatura dziecięca – tekst i ilustracje” za książkę Dwa słowa
- Konrad Niemira – w kategorii „Książka o tematyce warszawskiej” za książkę Bazgracz. Trzy eseje o Norblinie
- Daniel Odija (tekst), Wojciech Stefaniec (ilustracje) – w kategorii „komiks i powieść graficzna” za książkę Rege[16]

### Laureaci roku 2024
- Joanna Papuzińska – w kategorii „Warszawska twórczyni”
- Tomasz Różycki – w kategorii prozatorskiej za Złodzieje żarówek
- Justyna Kulikowska – w kategorii poetyckiej za książkę Obóz zabaw
- Maria Strzelecka (tekst i ilustracje) – w kategorii „literatura dziecięca – tekst i ilustracje” za książkę Hajda. Beskid bez kitu
- Michał Książek – w kategorii „Książka o tematyce warszawskiej” za książkę Atlas dziur i szczelin
- Maciej Sieńczyk (tekst i ilustracje) – w kategorii „komiks i powieść graficzna” za książkę Spotkanie po latach[17]

### Laureaci roku 2025
- Marek Bieńczyk – w kategorii „Warszawski twórca”[18] [19]
- Jul Łyskawa – w kategorii prozatorskiej za Prawdziwą historię Jeffreya Watersa i jego ojców
- Antonina Tosiek – w kategorii poetyckiej za książkę żertwy
- Karolina Lewestam (tekst), Mariusz Andryszczyk (ilustracje) – w kategorii „literatura dziecięca – tekst i ilustracje” za książkę Strażniczka perły
- Jacek Leociak – w kategorii „Książka o tematyce warszawskiej” za książkę Podziemny Muranów
- Ernesto Gonzales (tekst i ilustracje) – w kategorii „komiks i powieść graficzna” za książkę Nudne przygody Agaty i Szymona

## Nominacje
2011
Proza:
- Mikołaj Łoziński, Książka, Wydawnictwo Literackie
- Eustachy Rylski, Na Grobli, Świat Książki
- Piotr Wojciechowski, Serce do gry, Świat Książki

Poezja:
- Jerzy Górzański, Poza tym światem, Aula
- Roman Śliwonik, Ślad, Wydawnictwo Adam Marszałek
- Jarosław Mikołajewski, Zbite szklanki, Wydawnictwo Literackie

Literatura dziecięca:
- Joanna Papuzińska, il. Maciej Szymanowicz, Asiunia, Wydawnictwo Literatura/Muzeum Powstania Warszawskiego
- Aleksandra i Daniel Mizielińscy, Co z ciebie wyrośnie, Dwie Siostry
- Maria Ewa Letki, il. Agnieszka Żelewska, Diabełek, Bajka

Edycja warszawska:
- Magdalena Stopa, Jan Brykczyński, Ostańce, Dom Spotkań z Historią
- Jacek Leociak, Spojrzenie na warszawskie getto, Dom Spotkań z Historią
- Paweł Dunin-Wąsowicz, Warszawa fantastyczna, Raster

2012
Proza:
- Renata Lis, Ręka Flauberta, Wydawnictwo Sic!
- Jarosław Mikołajewski, Rzymska komedia, Wydawnictwo Agora
- Rafał Wojasiński, Stara, Nowy Świat

Poezja:
- Leszek Engelking, Muzeum dzieciństwa, Wojewódzka Biblioteka Publiczna i Centrum Animacji Kultury w Poznaniu
- Przemysław Dakowicz, Place zabaw ostatecznych, Towarzystwo Przyjaciół Sopotu
- Jacek Łukasiewicz, Stojąca na ruinie, Biuro Literackie

Edycja warszawska:
- Kwiryna Handke, Dzieje Warszawy nazwami pisane, Wydawnictwo Muzeum Historycznego m. st. Warszawy
- Andrzej Żor, Kronenberg. Dzieje fortuny, Wydawnictwo Naukowe PWN
- Ewa Morycińska-Dzius, Rozsypane fotografie, Świat Książki

Książka dla dzieci:
- Wojciech Widłak, Dwa serca anioła, Media Rodzina
- Izabela Koczkodaj, Agata Dudek i Małgorzata Nowak, Kto to widział? Przewodnik dla dzieci po Łazienkach Królewskich, Dwie Siostry
- Małgorzata Strzałkowska, Leśne głupki i coś, Bajka

2013
Proza:
- Kazimierz Orłoś, Dom pod Lutnią, Wydawnictwo Literackie
- Ludwika Włodek, Pra. O rodzinie Iwaszkiewiczów, Wydawnictwo Literackie
- Krzysztof Varga, Trociny, Wydawnictwo Czarne

Poezja:
- Krzysztof Karasek, Dziennik rozbitka, Instytut Mikołowski
- Beata Patrycja Klary, De-klaracje, Towarzystwo Przyjaciół Sportu
- Jacek Podsiadło, Pod światło, Bez Napiwku

Książka dla dzieci:
- Dorota Sidor, il. Aleksandra i Daniel Mizielińscy, Gdzie jest wydra? - czyli śledztwo w Wilanowie, Dwie Siostry
- Joanna Rudniańska, il. Jacek Ambrożewski, XY, Muchomor
- Anna Onichimowska, il. Agata Dudek i Małgorzata Nowak, Tajemnica Malutkiej, Ezop

Edycja warszawska:
- Jerzy Majewski, Budujemy nowy dom. Odbudowa Warszawy w latach 1945-1952, Dom Spotkań z Historią
- Beata Chomątowska, Stacja Muranów, Wydawnictwo Czarne
- Tomasz Mościcki, Teatry Warszawy 1944-1945, Fundacja Historia i Kultura

2014
Proza: 
- Justyna Bargielska, Małe lisy, Wydawnictwo Czarne
- Inga Iwasiów, Umarł mi. Notatnik żałoby, Wydawnictwo Czarne
- Ignacy Karpowicz, Ości, Wydawnictwo Literackie

Poezja: 
- Przemysław Dakowicz, Teoria wiersza polskiego, Towarzystwo Przyjaciół Sopotu
- Tadeusz Dąbrowski, Pomiędzy, Wydawnictwo a5
- Jacek Dehnel, Języki obce, Biuro Literackie

Książka dla dzieci:
- Anna Czerwińska, il. Dorota Łoskot-Cichocka, Fotel czasu, Wydawnictwo Literatura
- Marta Dzienkiewicz, il. Joanna Rzezak i Piotr Karski, Pionierzy. Poczet niewiarygodnie pracowitych Polaków, Dwie Siostry
- Przemysław Wechterowicz, il. Emilia Dziubak, Proszę mnie przytulić, Ezop

Edycja warszawska: 
- Joanna Rolińska, Rozmowy o dzieciństwie, G+J
- Jarosław Wróblewski, Zośkowiec, Fronda
- Jarosław Zieliński, Przedwojenne Kamionek, Grochów i Saska Kępa, Wydawnictwo RM

2015
Proza:
- Andrzej Stasiuk, Wschód, Wydawnictwo Czarne
- Olga Tokarczuk, Księgi Jakubowe, Wydawnictwo Literackie
- Magdalena Tulli, Szum, Wydawnictwo Znak Literanova

Poezja:
- Jerzy Górzański, Wszystko jest we wszystkim, Biblioteka "Toposu"
- Urszula Kozioł, Klangor, Wydawnictwo Literackie
- Eugeniusz Tkaczyszyn-Dycki, Kochanka Norwida, Biuro Literackie

Literatura dziecięca:
- Maria Ekier, il. autorki, Złotouste zero w zenicie, Wydawnictwo Hokus-Pokus
- Rafał Kosik, il. autora, Amelia i Kuba. Godzina duchów oraz Kuba i Amelia. Godzina duchów (traktowane jako całość), Powergraph
- Anna Piwkowska, il. Emilia Bojańczyk, Franciszka, Fundacja Zeszytów Literackich

Edycja warszawska:
- Paweł Giergoń, Mozaika warszawska, Muzeum Powstania Warszawskiego
- Piotr Gursztyn, Rzeź Woli, Wydawnictwo Demart/Muzeum Powstania Warszawskiego
- Elżbieta Markowska i Katarzyna Naliwajek-Mazurek, Warszawa 1939-1945. Okupacyjne losy muzyków, Towarzystwo im. Witolda Lutosławskiego

2016
Proza:
- Anna Janko, Mała zagłada, Wydawnictwo Literackie
- Michał Książek, Droga 816, Wydawnictwo Fundacja Sąsiedzi
- Renata Lis, W lodach Prowansji. Bunin na wygnaniu, Wydawnictwo Sic!

Poezja:
- Wojciech Kass, Przestwór. Godziny, Biblioteka „Toposu”
- Piotr Matywiecki, Którędy na zawsze, Wydawnictwo Literackie
- Joanna Mueller, Intima thule, Biuro Literackie

Literatura dziecięca:
- Katarzyna Babis, Maja z księżyca, Wydawnictwo Widnokrąg
- Justyna Bednarek, Niesamowite przygody dziesięciu skarpetek (czterech prawych i sześciu lewych), Poradnia K
- Katarzyna Ryrych, Król, Wydawnictwo Literatura

Edycja warszawska:
- Beata Chomątowska, Pałac. Biografia intymna, Wydawnictwo Znak
- Magdalena Kicińska, Pani Stefa, Wydawnictwo Czarne
- Magdalena Stopa, Przed wojną i pałacem, Dom Spotkań z Historią

2017
Proza: 
- Brygida Helbig, Inna od siebie, Wydawnictwo W.A.B.
- Stanisław Aleksander Nowak, Galicyanie, Wydawnictwo W.A.B.
- Aneta Prymaka-Oniszk, Bieżeństwo 1915. Zapomniani uchodźcy, Wydawnictwo Czarne

Poezja: 
- Jerzy Kronhold, Skok w dal, Wydawnictwo Literackie
- Adrian Sinkowski, Raptularz, Towarzystwo Przyjaciół Sopotu
- Dariusz Suska, Ściszone nagłe życie, Wydawnictwo Znak

Literatura dla dzieci:
- Joalna Nowaczyk, il. Daria Solak, Ala ma kota. A Ali?, Dwie Siostry
- Łukasz Olszacki, il. Jola Richter-Magnuszewska, Bajka o tym, jak błędny rycerz nie uratował królewny, a smok przeszedł na wegetarianizm, Papilon
- Marcin Szczygielski, il. Magda Wosik, Klątwa dziewiątych urodzin, Bajka

Edycja warszawska: 
- Łukasz Lubryczyński, Karolina W. Gańko, Dorożkarstwo warszawskie w XIX wieku, Wydawnictwo Uniwersytetu Kardynała Stefana Wyszyńskiego
- Tomasz Mościcki, Warszawskie sezony teatralne 1944-1949, Fundacja Historia i Kultura
- Grzegorz Piątek, Sanator. Kariera Stefana Starzyńskiego, Wydawnictwo W.A.B.

2018
Proza:
- Andrzej Mencwel, Toast na progu, Wydawnictwo Literackie
- Adam Robiński, Hajstry. Krajobraz bocznych dróg, Wydawnictwo Czarne
- Jakub Żulczyk, Wzgórze psów, Świat Książki

Poezja:
- Anna Augustyniak, Dzięki bogu, Wydawnictwo Wojewódzkiej Biblioteki Publicznej i Centrum Animacji Kultury w Poznaniu
- Maria Bigoszewska, Wołam cię po imieniu, Wydawnictwo Forma
- Piotr Mitzner, Ulica tablic, Wydawnictwo tCHu

Literatura dziecięca:
- Małgorzata Strękowska-Zaremba, il. Daniel de Latour, Dom nie z tej ziemi, Wydawnictwo Nasza Księgarnia
- Magdalena Tulli, il. Alicja Rosé, Ten i tamten las, Wilk&Król Oficyna Wydawnicza
- Adam Wajrak, il. Mariusz Andryszczyk, Lolek, Wydawnictwo Agora

Edycja warszawska:
- Anna Bikont, Sendlerowa. W ukryciu, Wydawnictwo Czarne
- Janusz Majcherek, Tomasz Mościcki, Kryptonim 'Dziady’. Teatr Narodowy 1967-1968, Wydawnictwo Bellona
- Grzegorz Mika, Od wielkich idei do wielkiej płyty. Burzliwe dzieje warszawskiej architektury, Wydawnictwo Skarpa Warszawska

2019
Proza: 
- Wiesław Myśliwski, Ucho igielne, Wydawnictwo Znak
- Zyta Rudzka, Krótka wymiana ognia, Wydawnictwo W.A.B.
- Krzysztof Varga, Sonnenberg, Wydawnictwo Czarne

Poezja: 
- Krystyna Dąbrowska, Ścieżki dźwiękowe, Wydawnictwo a5
- Jadwiga Malina, Czarna załoga, Stowarzyszenie Pisarzy Polskich Oddział Kraków
- Ewa Sonnenberg, Schizofrenia & Company, Wydawnictwo Warstwy

Literatura dla dzieci:
- Justyna Bednarek, il. Daniel de Latour, Babcocha, Poradnia K
- Małgorzata Ruszkowska, Warszawiacy, Dwie Siostry
- Cezary Harasimowicz, il. Marta Kurczewska, Mirabelka, Zielona Sowa

Edycja warszawska: 
- Piotr Kubkowski, Sprężyści. Kulturowa historia warszawskich cyklistów na przełomie XIX i XX wieku, Narodowe Centrum Kultury
- Andrzej Skalimowski, Sigalin. Towarzysz odbudowy, Wydawnictwo Czarne
- Andrzej Żor, Dom. Historia przytułku św. Franciszka Salezego, Towarzystwo Przytułku św. Franciszka Salezego w Warszawie

2020
Proza:
- Martyna Bunda, Kot niebieski, Wydawnictwo Literackie
- Ewa Kuryluk, Feluni, Wydawnictwo Literackie
- Łukasz Orbitowski, Kult, Świat Książki

Poezja:
- Bogusław Kierc, Osa, Wydawnictwo Forma
- Ewa Lipska, Miłość w trybie awaryjnym, Wydawnictwo Literackie
- Krzysztof Lisowski, Zaginiona we śnie, Biblioteka Kraków

Literatura dziecięca:
- Justyna Bednarek, il. Paweł Pawlak, Pan Stanisław odlatuje, Nasza Księgarnia
- Wojciech Mikołuszko, il. Małgorzata Dmitruk, Wojtek, Wydawnictwo Agora
- Piotr i Paweł Sitkiewicz, il. Agata Królak, Brzdęk!, Muzeum Narodowe w Gdańsku

Edycja warszawska:
- Katarzyna Chudyńska-Szuchnik, Zręczni. Historie z warszawskich pracowni i warsztatów, Muzeum Warszawy
- Arkadiusz Szaraniec, Warszawa dzika, Iskry
- Jarosław Zieliński, PLAC. Warszawski plac Piłsudskiego jako zwierciadło losów i duchowej kondycji narodu, EKBIN STUDIO PR

2021
Proza:
- Zyta Rudzka, Tkanki miękkie, Wydawnictwo W.A.B.
- Julia Fiedorczuk, Pod słońcem, Wydawnictwo Literackie
- Elżbieta Łapczyńska, Bestiariusz nowohucki, Biuro Literackie

Poezja:
- Genowefa Jakubowska-Fijałkowska, Rośliny mięsożerne, Instytut Mikołowski im. Rafała Wojaczka
- Joanna Bociąg, Boję się o ostatnią kobietę, Dom Literatury w Łodzi/Stowarzyszenie Pisarzy Polskich Oddział w Łodzi
- Radosław Jurczak, Zakłady holenderskie, Biuro Literackie

Literatura dziecięca:
- Aleksandra i Daniel Mizielińscy, Którędy do Yellowstone? Dzika podróż po parkach narodowych, Dwie Siostry
- Agnieszka Kacprzyk, il. Marianna Sztyma, Skąd jestem?, Albus
- Rafał Witek, il. Aleksandra Fabia, Przedszkole imienia Barbary Wiewiórki, Bajka

Książka o tematyce warszawskiej:
- Grzegorz Piątek, Najlepsze miasto świata, Wydawnictwo W.A.B.
- Agata Tuszyńska, Iwona Chmielewska, Mama zawsze wraca, Dwie Siostry
- Rafał Księżyk, Dzika rzecz. Polska muzyka i transformacja 1989 -1993, Wydawnictwo Czarne

2022
Proza:
- Maciej Płaza, Golem, Wydawnictwo W.A.B.
- Andrzej Stasiuk, Przewóz, Wydawnictwo Czarne
- Piotr Oczko, Pocztówka z Mokum. 21 opowieści o Holandii, Wydawnictwo Znak

Poezja:
- Tomasz Bąk, O, tu jestem, Wojewódzka Biblioteka Publiczna i Centrum Animacji Kultury w Poznaniu
- Ilona Witkowska, gdzie są moje dzieci?, Wydawnictwo papierwdole/Katalog Press
- Justyna Kulikowska, gift. z Podlasia, Wojewódzka Biblioteka Publiczna i Centrum Animacji Kultury w Poznaniu

Literatura dziecięca:
- Marcin Podolec (tekst i ilustracje) Bajka i jej gang, Kultura Gniewu
- Katarzyna Jackowska-Enemuo, il Marianna Sztyma, Tkaczka chmur, Albus
- Maria Strzelecka (tekst i ilustracje) Beskid bez kitu. Zima, Libra PL

Książka o tematyce warszawskiej:
- Olga Gitkiewicz, Krahelska. Krahelskie, Dowody na Istnienie
- Artur Żmijewski, Zofia Waślicka-Żmijewska, Jacek Leociak, Warszawski trójkąt Zagłady, Wydawnictwo Krytyki Politycznej
- Błażej Brzostek, Wstecz. Historia Warszawy do początku, Muzeum Warszawy

Komiks i powieść graficzna:
- Wanda Hagedorn (tekst), Ola Szmida (ilustracje), Twarz, brzuch, głowa, Kultura Gniewu
- Jakub Topor (tekst i ilustracje), Dziadostwo, Timof Comics
- Boguś Janiszewski (tekst), Max Skorwider (ilustracje), O, choroba, Wydawnictwo Agora/Fundacja Iskierka

2023
Proza:
- Zyta Rudzka, Ten się śmieje, kto ma zęby, Wydawnictwo W.A.B.
- Piotr Siemion, Bella, ciao, Wydawnictwo Filtry
- Małgorzata Żarów, Zaklinanie węży w gorące wieczory, Wydawnictwo Czarne

Poezja:
- Maciej Bobula, Pustko, Wydawnictwo Warstwy
- Darek Foks, Pocałunek na placu Wolnica, Dom Literatury w Łodzi
- Kamila Janiak, miłość, Wojewódzka Biblioteka Publiczna i Centrum Animacji Kultury w Poznaniu

Literatura dziecięca:
- Bogusław Janiszewski, il. Max Skorwider, Wojny, Albus
- Marcin Szczygielski, Antosia w bezkresie, Instytut Wydawniczy Latarnik
- Anna Taraska, il. Dominika Czerniak-Chojnacka, Dwa słowa, Dwie Siostry

Książka o tematyce warszawskiej:
- Paweł Kłudkiewicz, Hoża, moja ulica, Schulewicz Publisher
- Kinga Nettmann-Multanowska, Warszawa rysuje Skopje, Fundacja Centrum Architektury
- Konrad Niemira, Bazgracz. Trzy eseje o Norblinie, Fundacja Terytoria Książki

Komiks i powieść graficzna:
- Karolina Jeske (tekst i ilustracje), Opowiedzieć ciszę, Wydawnictwo Linia
- Jan Mazur (tekst i ilustracje), Incel, Kultura Gniewu
- Daniel Odija (tekst), Wojciech Stefaniec (ilustracje), Rege, Timof Comics

2024
Proza:
- Grzegorz Bogdał, Idzie tu wielki chłopak, Wydawnictwo Czarne
- Tomasz Różycki, Złodzieje żarówek, Wydawnictwo Czarne
- Aleksandra Tarnowska, Wniebogłos, Wydawnictwo ArtRage

Poezja:
- Justyna Kulikowska, Obóz zabaw, Wojewódzka Biblioteka Publiczna i Centrum Animacji Kultury w Poznaniu
- Marcin Orliński, Późne słońce, Wydawnictwo Wolno
- Marta Podgórnik, Erwin i Fatum, Wojewódzka Biblioteka Publiczna i Centrum Animacji Kultury w Poznaniu

Literatura dziecięca:
- Anna Kaźmierak (tekst i ilustracje), Gdzie ty jesteś, koguciku?, Wydawnictwo Wytwórnia
- Marta Lipczyńska-Gil (tekst), Marta Ignerska (ilustracje), Ferment w mieście, Wydawnictwo Hokus-Pokus
- Maria Strzelecka (tekst i ilustracje), Hajda. Beskid bez kitu, Wydawnictwo Libra PL

Książka o tematyce warszawskiej:
- Katarzyna Chudyńska-Szuchnik, Świdermajerowie, Wydawnictwo Dowody
- Tymon Grabowski, Paskudnik Warszawski, Wydawnictwo Złomnik
- Michał Książek, Atlas dziur i szczelin, Wydawnictwo Znak

Komiks i powieść graficzna:
- Katarzyna "Falauke” Czarna, Czy wszystko smakuje?, Kultura Gniewu
- Maciej Sieńczyk, Spotkanie po latach, Wydawnictwo Literackie
- Jacek Świdziński, Festiwal, Kultura Gniewu

2025
Proza:
- Marta Hermanowicz, Koniec, Wydawnictwo ArtRage
- Jul Łyskawa, Prawdziwa historia Jeffreya Watersa i jego ojców, Wydawnictwo Czarne
- Katarzyna Sobczuk, Mała empiria, Wydawnictwo Dowody

Poezja:
- Anna Adamowicz, Stłuc. Kręgosłup Tytanii Skrzydło, Wydawnictwo Warstwy
- Dominika Parszewska, Kink meme, WBPiCAK
- Antonina Tosiek, żertwy, Biuro Literackie

Literatura dziecięca:
- Lidka Iwanowska-Szymańska (tekst), Zofia Zaccaria (ilustracje), Smok, Lizacc Studio
- Karolina Lewestam (tekst), Mariusz Andryszczyk (ilustracje), Strażniczka perły, Wydawnictwo Agora dla dzieci
- Jarosław Mikołajewski (tekst), Anna Mrowiec (ilustracje), Ja to ty, ty to ja, Wydawnictwo Austeria

Książka o tematyce warszawskiej:
- Jacek Leociak, Podziemny Muranów, Wydawnictwo Czarne
- Marta Michalska, Dźwięki, ludzie i nasłuchiwanie miasta. Wybrane elementy fonosfery Warszawy na przełomie XIX i XX wieku, Wydawnictwo Naukowe Uniwersytetu Mikołaja Kopernika
- Paweł Sołtys, Sierpień, Wydawnictwo Czarne

Komiks i powieść graficzna:
- Ernesto Gonzales, Nudne przygody Agaty i Szymona, Kultura Gniewu
- Piotr Marzec, Smoła, Kultura Gniewu
- Katarzyna Witerscheim, Heksa, Centrum Komiksu i Narracji Interaktywnej EC1 Łódź